# Martel (Lot)
Martel település Franciaországban, Lot megyében. Lakosainak száma 1639 fő (2022. január 1.). Martel Baladou, Creysse, Cuzance, Floirac, Montvalent, Saint-Denis-lès-Martel, Strenquels és Le Vignon-en-Quercy községekkel határos.

## Népesség
A település népességének változása:
| Lakosok száma | 1416 | 1402 | 1462 | 1519 | 1640 | 1601 | 1597 | 1625 | 1638 | 1639 |
|               | 1968 | 1982 | 1990 | 2006 | 2013 | 2015 | 2017 | 2019 | 2020 | 2022 |